# 洛拉尔
洛拉尔（德語：Lollar，發音：[ˈlɔlaʁ] ⓘ）是德国黑森州吉森行政区吉森县的城市，面积21.39平方千米，2023年12月31日人口为10,509人。